# Ernest Webb
Pour les articles homonymes, voir Webb.
Ernest James « Ernie » Webb, né le 25 avril 1874 à Hackney et mort le 24 février 1934 à Toronto au Canada, est un athlète britannique spécialiste de la marche athlétique. Affilié au Herne Hill Harriers, il mesurait 1,74 m pour 68 kg.

## Biographie

### Palmarès
| Date | Compétition           | Lieu      | Résultat | Épreuve         | Performance       |
| ---- | --------------------- | --------- | -------- | --------------- | ----------------- |
| 1908 | Jeux olympiques d'été | Londres   | 2e       | 3 500 m marche  | 15 min 7 s 4      |
| 1908 | Jeux olympiques d'été | Londres   | 2e       | 10 miles marche | 1 h 17 min 31 s 0 |
| 1912 | Jeux olympiques d'été | Stockholm | 2e       | 10 km marche    | 46 min 50 s 4     |

### Records
| Épreuve         | Performance       | Lieu    | Date |
| --------------- | ----------------- | ------- | ---- |
| 10 km marche    | 45 min 15 s 6     |         | 1912 |
| 10 miles marche | 1 h 17 min 31 s 0 | Londres | 1908 |